# Marathon des Sables
Marathon des Sables (w skrócie MDS), Maraton Piasków – ultramaraton odbywający się na Saharze na południu Maroka od 1986 roku.
Uczestnicy biegu w ciągu siedmiu dni pokonują około 230 km (impreza odbywa się zawsze na Saharze, ale co roku zmienia się plan biegu). Muszą nieść ze sobą cały sprzęt, ubrania i jedzenie. Organizatorzy dostarczają im od 9 do 10,5 (najdłuższe etapy) litrów wody na każdy dzień zmagań, zapewniają opiekę medyczną i namioty. Żywność na cały tydzień zawodnik musi przygotować przed startem. Bieg jest sześcioetapowy, przy czym jeden z etapów jest maratoński. Najdłuższy etap ma około 80 kilometrów, dlatego rozgrywa się w przeciągu dwóch dni, wliczając w to noc. Maksymalny czas w jakim zawodnik musi pokonać ten etap wynosi 34 godziny. Najszybsi zawodnicy przebywają ten dystans w ciągu jednego dnia, dzięki czemu mogą dłużej odpocząć przed kolejnym etapem. Ostatni etap o dystansie około 22 kilometrów w przeciwieństwie do innych odbywa się częściowo na regularnych drogach. Tam zawodnicy mogą się spodziewać wsparcia publiczności, co nie zdarza się na innych etapach. Maraton piasków jest uznawany za najcięższą konkurencję tego typu.
Dotychczas blisko 11000 uczestników wzięło udział w maratonie piasków. Najstarszy zawodnik miał 78 lat, a najmłodszy 16. Nad bezpieczeństwem biegaczy czuwa około 50 lekarzy, mimo to w historii imprezy zdarzały się przypadki śmiertelne. 
Wielokrotnym zwycięzcą biegu był Marokańczyk Lahcen Ahansal.
Wzięcie udziału w imprezie kosztuje około 5000 $.
Pierwszym Polakiem w MDS był Stefan Stefański, który startując w szesnastej edycji w 2001 roku zajął osiemnaste miejsce.